# فينسينزو رينيلا
فينسينزو رينيلا (8 أكتوبر 1988 بسان بول دي فينس في فرنسا - ) (بالفرنسية: Vincenzo Rennella)‏ هو لاعب كرة قدم فرنسي وإيطالي في مركز الهجوم. لعب مع ريال بلد الوليد وريال بيتيس ونادي تشيزينا ونادي جنوى ونادي غراسهوبر زيوريخ ونادي قرطبة ونادي كان ونادي لوغانو ونادي لوغو.

## وصلات خارجية
- فينسينزو رينيلا على موقع قاعدة بيانات كرة القدم.إي يو (الإنجليزية)
- فينسينزو رينيلا على موقع Soccerbase.com (لاعب) (الإنجليزية)
- فينسينزو رينيلا على موقع Soccerway.com (الإنجليزية)
- فينسينزو رينيلا على موقع عالم كرة القدم.نت (الإنجليزية)
- فينسينزو رينيلا على موقع AS.com (الإسبانية)